# Анита Паевич
Анита Паевич (на босненски: Anita Pajević) е босненска поетеса и писателка на произведения в жанра лирика.

## Биография и творчество
Анита Паевич е родена на 15 март 1989 г. в Мостар, Социалистическа република Босна и Херцеговина. От десетгодишна пише стихове и есета.
Получава магистърска степен по специалност хърватски език и литература във Философския факултет на Мостарския университет.
Публикува своите произведения в литературните списания „Сараевски тетрадки“, „Мотрище“ и „Освит“, и други регионални литературни (и онлайн) списания и антологии. Открива творческите си стремежи в поезията на Силвия Плат, Шарл Бодлер, Т. С. Елиът, руските авангардни поети, митологията на Толкин, романите на Шандор Марай, Томас Ман, Херман Хесе. Носителка е на първа награда „Мак Диздар“ (в чест на поета Мак Диздар) за най-добър непубликуван поетичен ръкопис през 2015 г.
Първата ѝ книга, стихосбирката „Perlinov šum“ (Перлен шум), е издадена през 2016 г. Книгата печели втора награда от фондация „Нияз Слипичевич“.
Стиховете ѝ са преведени на английски, словенски и гръцки.
Редакторка е на Фейсбук-страницата „Poeziju na štrikove“ (Поезия на ивици). Организатор е и модератор на редица поетични и теоретични събития.
Член е на Мостарския литературен клуб.
Анита Паевич живее в Мостар.

## Произведения
Поезия
Perlinov šum (2016)
Redukcije (2019)